# Saanich and the Islands (circonscription britanno-colombienne)
Pour les articles homonymes, voir Saanich.
Circonscription électorale provinciale du Canada
Saanich and the Islands est une ancienne circonscription provinciale de la Colombie-Britannique représentée à l'Assemblée législative de la Colombie-Britannique de 1966 à 1991.

## Géographie
La circonscription était située sur l'ile de Vancouver.
Le territoire de la circonscription est représenté par Saanich North and the Islands et Saanich North South

## Liste des députés
1966-1986
| Législature                                                         | Années                                                              | Député                                                              | Député                                                              | Parti                                                               |
| Saanich and the Islands Issue de Nanaimo and the Islands et Saanich | Saanich and the Islands Issue de Nanaimo and the Islands et Saanich | Saanich and the Islands Issue de Nanaimo and the Islands et Saanich | Saanich and the Islands Issue de Nanaimo and the Islands et Saanich | Saanich and the Islands Issue de Nanaimo and the Islands et Saanich |
| ------------------------------------------------------------------- | ------------------------------------------------------------------- | ------------------------------------------------------------------- | ------------------------------------------------------------------- | ------------------------------------------------------------------- |
| 28e                                                                 | 1966–1969                                                           |                                                                     | John Douglas Tisdalle                                               | Créditiste                                                          |
| 29e                                                                 | 1969–1972                                                           |                                                                     | John Douglas Tisdalle                                               | Créditiste                                                          |
| 30e                                                                 | 1972–1974                                                           |                                                                     | Hugh Austin Curtis                                                  | Progressiste-conservateur                                           |
| 30e                                                                 | 1974-1975                                                           |                                                                     | Hugh Austin Curtis                                                  | Créditiste                                                          |
| 31e                                                                 | 1975–1979                                                           |                                                                     | Hugh Austin Curtis                                                  | Créditiste                                                          |
| 32e                                                                 | 1979–1983                                                           |                                                                     | Hugh Austin Curtis                                                  | Créditiste                                                          |
| 33e                                                                 | 1983–1986                                                           |                                                                     | Hugh Austin Curtis                                                  | Créditiste                                                          |

1986-1991
| Législature                                                                         | Années    | Député | Député        | Parti      | Député | Député        | Parti      |
| ----------------------------------------------------------------------------------- | --------- | ------ | ------------- | ---------- | ------ | ------------- | ---------- |
| 34e                                                                                 | 1986–1988 |        | Mel Couvelier | Créditiste |        | Terry Huberts | Créditiste |
| Circonscription abolie, voir : Saanich North and the Islands et Saanich North South |           |        |               |            |        |               |            |